# Exelastis robinsoni
Exelastis robinsoni là một loài bướm đêm thuộc họ Pterophoridae. Nó được biết đến ở Comoros.